# NGC 165
NGC 165는 고래자리에 위치한 중간나선은하로, 1882년 빌헬름 템펠에 의해 발견되었다.